# Pozières
Pozières ist eine französische Gemeinde mit 262 Einwohnern (Stand 1. Januar 2022) im Département Somme in der Region Hauts-de-France. Sie gehört dem Gemeindeverband Communauté de communes du Pays du Coquelicot an.

## Lage
Das Dorf liegt an der Landstraße D929 zwischen Albert und Bapaume.

## Geschichte
Im Ersten Weltkrieg wurde das Dorf völlig zerstört. Im Juli 1916 lag das Dorf mitten im Gebiet der Schlacht an der Somme, die auf allen Seiten tausende Opfer, darunter 5000 Tote des Australian and New Zealand Army Corps, forderte. Am 21. August 1918 wurde das Dorf vom Infanterie-Regiment Nr. 373 gestürmt.

### Erinnerungsstätten

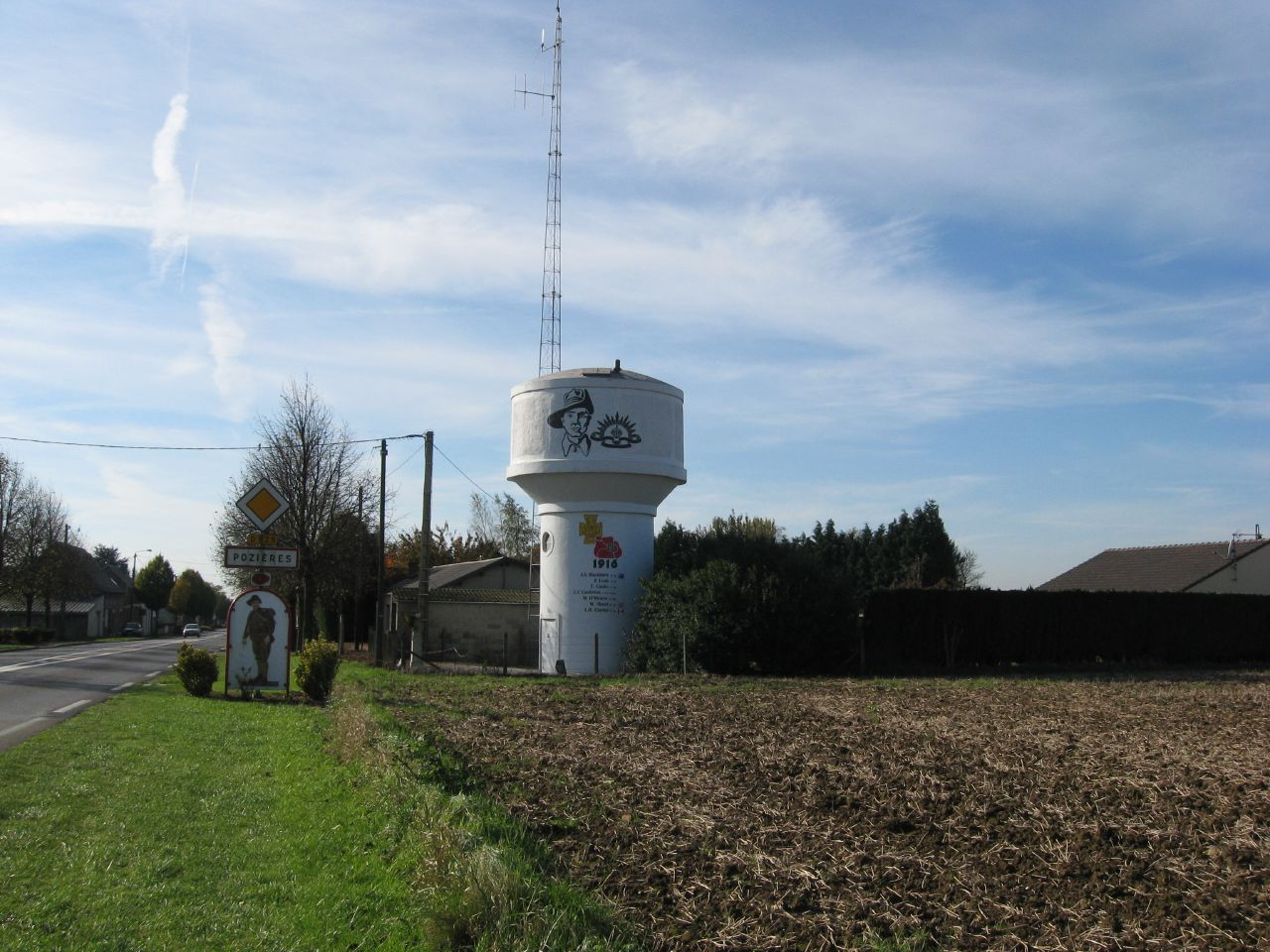
Wasserturm am Ortseingang
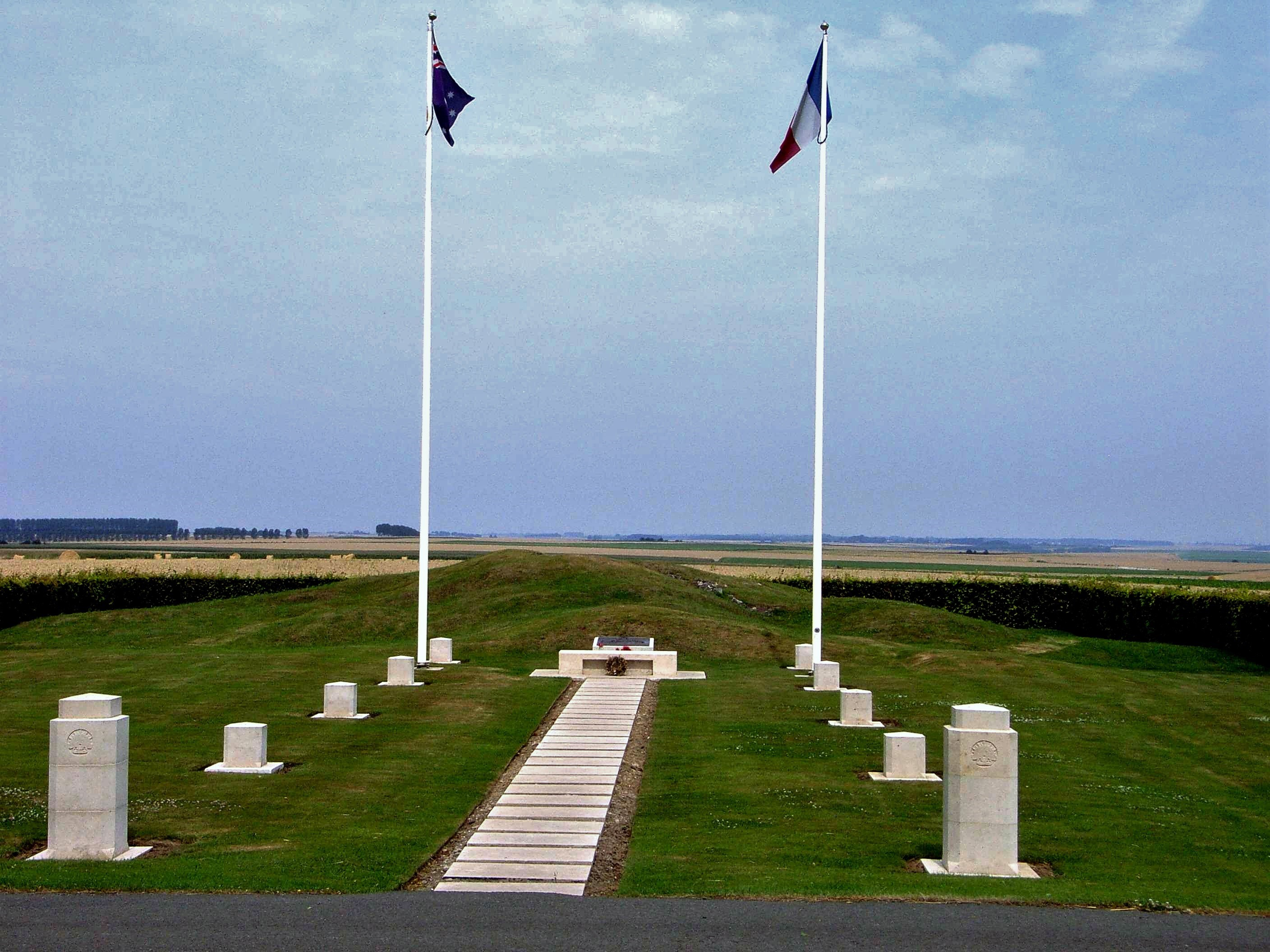
Gedenkstätte auf dem Windmühlenhügel

Heute erinnern zahlreiche Soldatenfriedhöfe und Gedenkstätten an den Krieg. Vor dem östlichen Ortseingang befindet sich an der D929 auf dem Platz einer alten Windmühle eine Gedenkstätte für die australischen Einheiten sowie ein Monument für die hier erstmals eingesetzten Panzereinheiten. Im Dorf bietet ein Café eine kleine Ausstellung zum örtlichen Kriegsgeschehen. Nordwestlich des Dorfes überragt das als großer Triumphbogen errichtete Thiepval-Denkmal für Soldaten der britischen und südafrikanischen Armeeeinheiten die Landschaft an der Straße nach Thiepval.
Den gefallenen deutschen Soldaten zu Ehren wurde die Thiepval-Kaserne in Tübingen nach dem Weiler Thiepval benannt. Dort erinnert eine Steintafel an die Kampfhandlungen.

### Bevölkerungsentwicklung
| Jahr      | 1962 | 1968 | 1975 | 1982 | 1990 | 1999 | 2006 |
| Einwohner | 278  | 281  | 254  | 279  | 276  | 244  | 236  |